# Крабат. Ученик колдуна
«Краба́т» (нем. Krabat; в российском прокате — «Краба́т. Учени́к колдуна́») — немецкий кинофильм 2008 года режиссёра Марко Кройцпайнтнера, экранизация одноимённой книги Отфрида Пройслера.
Фильм вышел в Германии 9 октября 2008 года.

## Сюжет
Во время Тридцатилетней войны осиротевший подросток Крабат скитается от деревни к деревне, прося милостыню. Однажды ему снится мельница, и он отправляется на её поиски. Придя на мельницу, Крабат становится одним из учеников её хозяина — колдуна, который обучает своих учеников чёрной магии. Но каждый год кто-то из учеников должен умереть, чтобы продлить жизнь колдуна, и только любовь может помочь спастись.

## Создатели фильма

### В ролях
- Давид Кросс (David Kross) — Крабат (Krabat)
- Даниэль Брюль (Daniel Brühl) — Тонда (Tonda)
- Кристиан Редль (Christian Redl) — Мастер
- Роберт Штадлобер (Robert Stadlober) — Лышко (Lyschko)
- Ханно Коффлер (Hanno Koffler) — Юро (Juro)
- Паула Каленберг (Paula Kalenberg) — Певунья (Kantorka)
- Анна Тальбах (Anna Thalbach) — Воршула (Worschula)
- Чарли Хюбнер (Charly Hübner) — Михал (Michal)
- Мориц Грове (Moritz Grove) — Мертен (Merten)
- Том Влашиха (Thomas Wlaschiha) — Ханцо (Hanzo)
- Свен Гёниг (Sven Hönig) — Андруш (Andrusch)
- Стефан Гашке (Stefan Haschke) — Сташко (Staschko)
- Давид Фихбах (David Fischbach) — Лобош (Lobosch)
- Даниель Штайнер (Daniel Steiner) — Петар (Petar)
- Том Ласс (Tom Lass) — Кубо (Kubo)
- Даниэль Фрипан (Daniel Fripan) — Кито (Kito)
- Мак Штайнмайер (Mac Steinmeier) — Геваттер (Gevatter)

### Съёмочная группа
- Режиссёр — Марко Кройцпайнтнер
- Сценаристы — Михаэль Гутманн, Марко Кройцпайнтнер, Отфрид Пройслер
- Оператор — Даниэль Готтшалк
- Монтажёр — Гансюрг Вайсбрих
- Композитор — Аннетт Фокс
- Продюсеры — Габриэль Бахер, Кристиан Бальц, Якоб Клауссен